# Издалека
«Издалека» (исп. Desde allá) — венесуэльский драматический фильм, снятый дебютантом Лоренсо Вигасом. Мировая премьера ленты состоялась на Венецианском кинофестивале в 2015 году, где она получила «Золотого льва» как лучший фильм. Также фильм был отобран для показа в секции «Открытие» на Международном кинофестивале в Торонто 2015.

## Сюжет
50-летний богач Армандо ищет молодых ребят в Каракасе и платит им за общение без интимной близости. Однажды он встречает 17-летнего Элдера, главаря преступной группировки, и эта встреча меняет их жизнь навсегда.

## В ролях
- Альфредо Кастро — Армандо
- Луис Сильва — Элдер
- Джерико Монтилья — Амелия
- Катерина Кардосо — Мария
- Хорхе Луис Боске — Фернандо
- Греймер Акоста — Пальма

## Награды
| Награды и номинации фильму «Издалека» | Награды и номинации фильму «Издалека» | Награды и номинации фильму «Издалека» | Награды и номинации фильму «Издалека» | Награды и номинации фильму «Издалека» | Награды и номинации фильму «Издалека» |
| Год                                   | Награда                               | Категория                             | Номинант                              | Результат                             |                                       |
| ------------------------------------- | ------------------------------------- | ------------------------------------- | ------------------------------------- | ------------------------------------- | ------------------------------------- |
| 2015                                  | Венецианский кинофестиваль 2015       | «Золотой лев» за лучший фильм         | Лоренсо Вигас                         | Победа                                |                                       |